# دنیله راتو
دنیله راتو (ایتالیایی: Daniele Ratto؛ زادهٔ ۵ اکتبر ۱۹۸۹) دوچرخه‌سوار اهل ایتالیا است.
از باشگاه‌هایی که در آن رکاب زده‌است می‌توان به اندرونی جوکاتولی–سیدرمک، سونیر دوال-پرودیر، لیکویگاس، و تیم دوچرخه‌سواری یونایتدهلثکر اشاره کرد.